# ベアトリス・デ・ポルトゥガル (1430-1506)
ベアトリス・デ・ポルトゥガル（Beatriz de Portugal, Duquesa de Viseu, 1430年6月13日 - 1506年9月30日）は、ポルトガル王国の王族。従弟のヴィゼウ公フェルナンドと結婚し、ヴィゼウ公爵夫人となった。アヴィス王朝の開祖ジョアン1世の孫娘で、マヌエル1世の母親である。

## 生涯
ジョアン1世王の同名の息子でレゲンゴシュ領主のジョアンと、その妻でブラガンサ公アフォンソ（ジョアン1世の庶長子）の娘であるイザベル・デ・バルセロスの間の次女として生まれた。両親は叔父と姪の関係にあった。姉のイザベルはカスティーリャ王フアン2世の王妃である。1447年に叔父のドゥアルテ1世王の三男で、3歳年下の従弟にあたるベージャ公・ヴィゼウ公フェルナンド王子と結婚した。
カスティーリャのイサベル1世女王の叔母だった縁で、第二次カスティーリャ継承戦争におけるポルトガル、カスティーリャ間の講和条約である1479年のアルカソンヴァス＝トレド条約の締結に大きく貢献した。講和交渉に際し、ベアトリスは自らイサベル女王の元を訪れ、姪を説得したという。また劇作家ジル・ヴィセンテの重要な庇護者でもあった。

## 子女
夫フェルナンドとの間に9人の子供をもうけた。
- ジョアン（1448年 - 1472年） - ベージャ公、ヴィゼウ公、ポルトガル軍総司令官
- ディオゴ（1450年 - 1484年） - ベージャ公、ヴィゼウ公
- ドゥアルテ（夭折）
- ディニス（夭折）
- シモン（夭折）
- レオノール（1458年 - 1525年） - 1471年、ポルトガル王ジョアン2世と結婚
- イザベル（1459年 - 1521年） - 1472年、ブラガンサ公フェルナンド2世と結婚
- マヌエル（1469年 - 1521年） - ポルトガル王
- カタリナ（夭折）